# Porsche-Diesel Junior 108 V

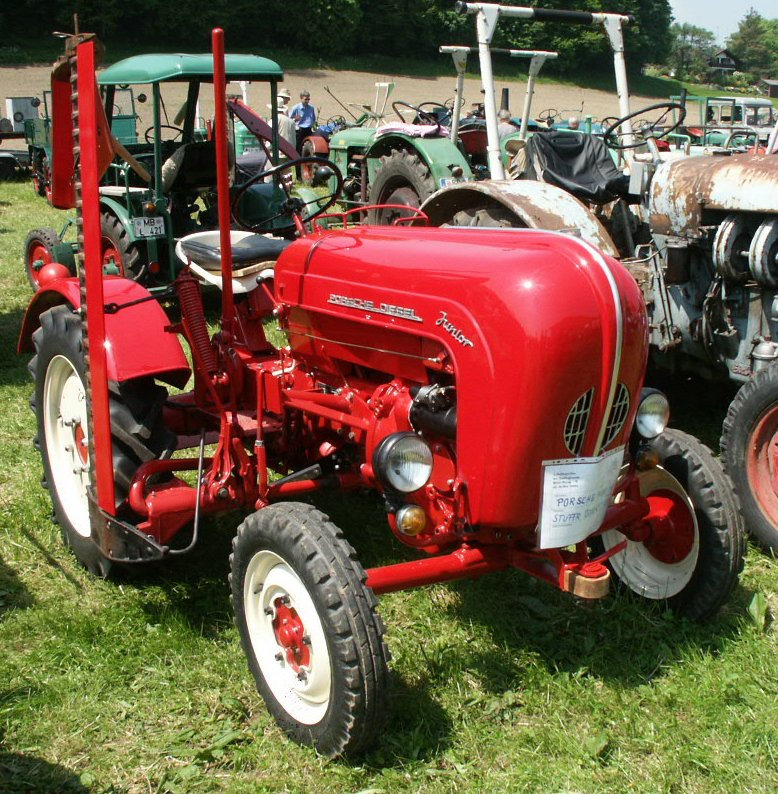
Porsche-Diesel Junior 108

Der Porsche-Diesel Junior 108 V ist ein Traktor der Porsche-Diesel Motorenbau GmbH, die ihren Sitz in Friedrichshafen am Bodensee hatte und die Traktorenfertigung der Allgaier Werke für den Porsche-Diesel Junior 108 V übernahm (1958–1960).
Ein 1-Zylinder-Dieselmotor, der bis zu 19,9 km/h erreichte, sorgte für den Antrieb des 875 Kilogramm schweren und 2,56 m langen Schleppers. Der Motor des Junior 108 V verfügte über einen Hubraum von 822 cm³ und war darüber hinaus mit insgesamt acht Gängen (6 vorwärts und 2 rückwärts) ausgestattet. Der Junior 108 V war die kleinere, preiswerte und vereinfachte Version des Junior 108 K. Die fehlenden Leisten aus Aluminium sowie die nicht vorhandene ölhydraulische Kupplung stellten sich beim Junior 108 V als problematisch heraus. Besonderen Komfort bot die gummigefederte Sitzschale, die auf eine Fahrerplattform des Junior 108 V eingearbeitet war. Des Weiteren besaß der Junior 108 V einen Betriebsstundenzähler sowie eine Vierfach-Kontrollleuchte, die jederzeit Aussagen über den Zustand des Schleppers wiedergaben. Optional konnte der Junior 108 V mit Rückscheinwerfern, einem zusätzlichen rechten Konflügelsitz und einem Fritzmeier-Verdeck ausgestattet werden. Zusätzlich war die Integration von Zusatzgewichten an der Frontstoßplatte möglich.
Der hinterradangetriebenen Junior 108 V zeichnete sich zudem durch eine Zapfwelle aus, die sowohl als Getriebezapfwelle fungierte, als auch eine Wegzapfwelle mit einem fahrabhängigen Betrieb darstellte. Das optionale Mähwerk des Junior 108 V wurde durch den Motor mit einer Drehzahl von 1038 Umdrehungen pro Minute angetrieben.